# Hōkoku Maru
Pour les articles homonymes, voir Maru (homonymie).
Le Hōkoku Maru (報國丸) est un croiseur auxiliaire de la Marine impériale japonaise actif durant la Seconde Guerre mondiale. En service à partir de 1941, il est employé pour la guerre de course puis comme ravitailleur de sous-marins, avant d'être coulé en novembre 1942.